# Alexandra Vieira
Maria Alexandra Nogueira Vieira (29 de setembro de 1966) é uma professora, ex-deputada e política portuguesa. Ela foi deputada à Assembleia da República na XIV legislatura pelo Bloco de Esquerda.